# Toledo (Iowa)
Toledo ist eine Kleinstadt (mit dem Status „City“) und Verwaltungssitz des Tama County im US-amerikanischen Bundesstaat Iowa. Bei der Volkszählung im Jahr 2010 hatte Toledo 2341 Einwohner, deren Zahl sich bis 2013 auf 2276 verringerte. Das U.S. Census Bureau hat bei der Volkszählung 2020 eine Einwohnerzahl von 2.369 ermittelt.

## Geografie
Toledo liegt im mittleren Osten Iowas am Deer Creek, der über den Iowa River zum Stromgebiet des Mississippi gehört. Dieser bildet rund 170 km östlich die Grenze zu Illinois. Die Grenze Iowas zu Minnesota verläuft rund 180 km nördlich; die Nordgrenze Missouris befindet sich rund 170 km südlich.
Die geografischen Koordinaten von Toledo sind 41°59′44″ nördlicher Breite und 92°34′37″ westlicher Länge. Die Stadt erstreckt sich über eine Fläche von 5,96 km² und bildet das Zentrum der Toledo Township.
Meskwaki Settlement, das Siedlungsgebiet des offiziell von der US-Regierung anerkannten Sac and Fox Tribe of the Mississippi in Iowa, eines Teils der Sauk und der Fox, beginnt 2 km westlich der Stadt. Weitere Nachbarorte von Toledo sind Clutier (23,3 km nordöstlich), Vining (22,3 km östlich), Chelsea (20,9 km ostsüdöstlich), Tama (an der südlichen Stadtgrenze), Montour (13,4 km westlich), Le Grand (16,9 km in der gleichen Richtung) und Garwin (18,4 km nordwestlich).
Die nächstgelegenen größeren Städte sind Rochester in Minnesota (250 km nördlich), Waterloo (68,9 km nordnordöstlich), Dubuque an der Schnittstelle der Staaten Iowa, Wisconsin und Illinois (203 km ostnordöstlich), Cedar Rapids (79,6 km östlich), Iowas frühere Hauptstadt Iowa City (110 km ostsüdöstlich), die Quad Cities in Iowa und Illinois (201 km in der gleichen Richtung), Columbia in Missouri (390 km südlich), Kansas City in Missouri (416 km südsüdwestlich), Iowas Hauptstadt Des Moines (109 km westsüdwestlich), Nebraskas größte Stadt Omaha (331 km westsüdwestlich), Sioux City (369 km westnordwestlich) und die Twin Cities (Minneapolis und St. Paul) in Minnesota (375 km nordnordwestlich).

## Verkehr
Der zum Freeway ausgebauten U.S. Highway 30 führt in West-Ost-Richtung durch den Süden des Stadtgebiets von Toledo und kreuzt auf Höhe des Stadtzentrums den U.S. Highway 63. Dieser verläuft in Nord-Süd-Richtung als Hauptstraße durch das Zentrum der Stadt. Alle weiteren Straßen sind untergeordnete Landstraßen, teils unbefestigte Fahrwege sowie innerörtliche Verbindungsstraßen.
Mit dem Toledo Municipal Airport befindet sich drei km östlich des Stadtzentrums ein kleiner Flugplatz für die Allgemeine Luftfahrt. Die nächsten Verkehrsflughäfen sind der Waterloo Regional Airport (74 km nordnordöstlich), der Eastern Iowa Airport von Cedar Rapids (81 km östlich) und der Des Moines International Airport (118 km westsüdwestlich).

## Bevölkerung
Nach der Volkszählung im Jahr 2010 lebten in Toledo 2341 Menschen in 901 Haushalten. Die Bevölkerungsdichte betrug 392,8 Einwohner pro Quadratkilometer. In den 901 Haushalten lebten statistisch je 2,43 Personen.
Ethnisch betrachtet setzte sich die Bevölkerung zusammen aus 83,5 Prozent Weißen, 1,1 Prozent Afroamerikanern, 5,8 Prozent amerikanischen Ureinwohnern, 0,6 Prozent Asiaten sowie 4,3 Prozent aus anderen ethnischen Gruppen; 4,8 Prozent stammten von zwei oder mehr Ethnien ab. Unabhängig von der ethnischen Zugehörigkeit waren 11,4 Prozent der Bevölkerung spanischer oder lateinamerikanischer Abstammung.
27,5 Prozent der Bevölkerung waren unter 18 Jahre alt, 54,2 Prozent waren zwischen 18 und 64 und 18,3 Prozent waren 65 Jahre oder älter. 53,7 Prozent der Bevölkerung waren weiblich.
Das mittlere jährliche Einkommen eines Haushalts lag bei 38.017 USD. Das Pro-Kopf-Einkommen betrug 19.279 USD. 23,8 Prozent der Einwohner lebten unterhalb der Armutsgrenze.

## Bekannte Bewohner
- Rudolph Reichmann (1821–1908), deutsch-amerikanischer Zeitungsverleger
- Donald Hayworth (1898–1982) – demokratischer Abgeordneter des US-Repräsentantenhauses (1955–1957) – geboren in Toledo